# Grovstrimmig mestimalia
Grovstrimmig mestimalia (Mixornis bornensis) är en fågel i familjen timalior inom ordningen tättingar.

## Utseende
Grovstrimmig mestimalia är en liten (11–12 cm) timalia med varierande fjäderdräkt. På huvudet syns gult öga, rostbrun till brun eller grå hjässa och gråaktigt eller olivgrönt ögonbrynsstreck. Undertill är den vitaktig eller olivgrön på bröstet med kraftiga svarta längsgpende streck. Resten av undersidan är gråaktig eller olivgrön, medan ovansidan är rostbrun till olivgrön eller brun.

## Utbredning och systematik
Grovstrimmig mestimalia delas upp i två grupper med åtta underarter, med följande utbredning:
- M. b. cagayanensis – ön Mapun i södra Filippinerna
- bornensis-gruppen
  - M. b. zonensis – Anambasöarna
  - M. b. zaperissa – norra Natunaöarna
  - M. b. everetti – Pulau Bunguran (norra Natunaöarna)
  - M. b. javanica – västra och centrala Java
  - M. b. montana – nordöstra Borneo
  - M. b. bornensis – Borneo samt öarna Bangka och Belitung utanför Sumatras östkust
  - M. b. argentea – ön Banggi utanför norra Borneo

Vissa behandlar den som underart till finstrimmig mestimalia (M. gularis).

### Släktestillhörighet
Arten placerades tidigare i Macronus/Macronous (se artikeln om korrekt stavning). Studier visar dock att arterna urskilda i Mixornis står närmare Timalia.

## Levnadssätt
Grovstrimmig mestimalia hittas i buskar och undervegetation i öppna lövfällande eller städsegröna skogar, men även i skogsbryn, på kalhyggen och i stånd med bambu samt i plantage och trädgårdar. Den ses upp till 1200 meters höjd på Borneo, på Java 250. Fågeln påträffas ensam eller i par under häckningstid, men under resten av året i grupper om upp till tolv fåglar eller mer, ofta med andra arter. Den födosöker nära marken, men klättrar också gärna på stammar med klängväxter upp till nio meter upp. Födan består av insekter, men tar också till viss del frukt.

### Häckning
Häckningssäsongen varierar geografiskt, men generellt februari–juli. Den bygger ett löst sfäriskt bo av gräs och löv som placeras 0,3–3 meter ovan mark i en buske, en palm, en samling bambustrån eller i en häck. Däri lägger den två till fem ägg.

## Status
Arten har ett stort utbredningsområde och beståndet anses stabilt. Internationella naturvårdsunionen IUCN listar den därför som livskraftig (LC).